# ロスドルフ (ヘッセン)
ロスドルフ (ドイツ語: Roßdorf) はドイツ連邦共和国ヘッセン州ダルムシュタット＝ディーブルク郡に属す町村（以下、本項では便宜上「町」と記述する）。人口は約12,000人、ダルムシュタットの南東約8kmに位置する。

## 地理

### 隣接する市町村
ロスドルフは、北と東はグロース＝ツィンメルン、南東はラインハイム、南はオーバー＝ラムシュタット、西は郡独立市のダルムシュタットと境を接する。

### 自治体の構成
ロスドルフは、グンデルンハウゼン地区とロスドルフ地区からなる。

## 人口推移
- 1575年: 500人
- 1635年: 50人
- 1814年: 200人
- 2003年: 12,114人
- 2005年: 12,434人
- 2007年: 12,169人
- 2015年: 12,146人

## 歴史
ロスドルフは1250年に初めて文献に記録されている。この頃、ハインリヒ修道院がカッツェンエルンボーゲン伯ディーターとエーバーハルト1世にロスドルフ村とグンデルンハウゼン村をレーエンとして与えた。1479年にこの家は断絶し、ヘッセン方伯ハインリヒ3世がこれを相続した。
1621年にバイエルン軍の兵士がロスドルフに駐屯し、村を略奪した。さらに魔女狩りが行われ、多くの住民が魔術師の罪にとがめられた。ロスドルフにとって大きな災難は、三十年戦争の1634年から35年に起きた。皇帝軍とスウェーデン軍がこの地域でにらみ合い、交互に地方全域を荒らし、搾取し、多くの人々を死亡させた。1635年の夏にはペストが流行し、人口は50人にまで減少した。ネーデルラント継承戦争時の1672年にはルイ14世の軍が駐屯した。1814年にはこの道をロシア兵がフランスに向けて進軍した。1852年にロスドルフはダルムシュタット軍に組み込まれた。1977年からは、隣接するグンデルンハウゼンと合併して、ダルムシュタット＝ディーブルク郡に編入された。

## 行政

### 議会
ロスドルフの議会は31議席からなる。

### 首長
- 1954年 - 1982年: ハインリヒ・クロス (SPD)
- 1982年 - 1997年: アルフレート・ヤコウベク (SPD)
- 1997年 - 2003年: マンフレート・プファイファー (SPD)
- 2003年 - : クリステル・シュプレスラー (SPD)

### 紋章
青地に蹄鉄をかけた銀の月、その下に青い芯の銀のバラ。空いたスペースに7つの星（上部に5つ、下部に2つ）。この紋章は1952年に認可された。
この紋章の原型は、ロスドルフとグンデルンハウゼンの村の法廷の印章である。このデザインは、ダルムシュタット州立文書館に保管されている1625年のいわゆるマンスフェルトの被害目録に記録されている。この目録には、三十年戦争中のカッツェンエルンボーゲン伯領の人的被害のリストが記録されている。1950年代に追加された月の顔については多くのロスドルフ住民が異議を唱えている。（原典: 町の公式インターネット・サイト）

### 友好都市
- フェーゼンドルフ（オーストリア、ニーダーエスターライヒ州）
- レッジェッロ（イタリア、トスカーナ州）
- キントベルク（オーストリア、シュタイアーマルク州）
- Benátky nad Jizerou（チェコ、中央ボヘミア州）
- ロスドルフ（ドイツ、テューリンゲン州）
- リヒテンタンネ（ドイツ、ザクセン州）

## 文化と見所
- ロスドルフ地区にはカトリックとプロテスタントの教会がある。グンデルンハウゼン地区にはプロテスタントの教会がある。
- 歴史的な役場は1575年に建設された。
- 旧駅舎には南ヘッセン手工芸博物館がある。
- レーベルクの山頂の十字架からはアシャッフェンブルク方面やフランクフルト方面の眺望が楽しめる。
- ロスバッハには屋外温水プールがある。
- 屋外プールの近くにはローラースケート場があり、冬にはアイス・スケート・リンクとなる。

ロスバッハは馬の飼育で有名で、近年は優秀な騎手も輩出している。

### クラブ活動
ロスドルフで最も大きなクラブはSKGロスドルフ1877である。ロスドルフは、疑似科学の学問的調査研究機関の本部所在地である。

## 交通
ロスドルフには、連邦道B26号線沿いの3つのインターチェンジを利用して到達する。アウトバーンA5号線ならびにA67号線のダルムシュタット・インターチェンジ、A3号線のアシャッフェンブルク・インターチェンジである。ロスドルフは、連邦道B38号線の出発/終着点である。
多くのバス路線がロスドルフを発着している。
- K55系統: ダルムシュタット - ロスドルフ - ラインハイム - ユーベラウ/グロース＝ビーベラウ - ニーデルンハウゼン
- K56系統: ダルムシュタット - ロスドルフ - オーバー＝ラムシュタット - ロールバッハ - アスバッハ/リヒテンベルク
- 672系統: ダルムシュタット - ロスドルフ - グンデルンハウゼン - グロース＝ツィンメルン - ディーブルク
- 673系統: ダルムシュタット - ロスドルフ - グンデルンハウゼン・シュテッテリッツ
- 693継投: ダルムシュタット - ロスドルフ - グロース＝ビーベラウ - ブレンスバッハ - ライヒェルスハイム - フュルト

## 人物

### 出身者
- ハインツ・フリードリヒ（1922年 - 2004年）ジャーナリスト、出版者
- クラウス・トイバー（1952年 - ）「カタンの開拓者たち」の開発者、劇作家

## 引用
1. ↑  Hessisches Statistisches Landesamt: Bevölkerung in Hessen am 31.12.2023 (Landkreise, kreisfreie Städte und Gemeinden, Einwohnerzahlen auf Grundlage des Zensus 2011)]